# محمد علي يوسف
محمد علي يوسف (جاجاب) (2 يناير 1944 - 3 ديسمبر 2024) سياسي صومالي شغل منصب نائب رئيس حكومة بونتلاند مؤقتًا في الفترة ما بين 10 أكتوبر 2004 و8 يناير 2005، وعُيِّن وزيراً للمالية في حكومة بونتلاند في 25 يناير 2005 وشغل المنصب حتى 8 يناير 2009، وانتُخب رئيسا لمجلس الشيوخ الصومالي بشكل مؤقت وشغل المنصب في الفترة ما بين 11 أغسطس 2021 و26 أبريل 2022.

## النشأة
ولد جاجاب في جودوب جيران بمحافظة نوجال شمال شرق الصومال في 2 يناير 1944 لأسرة من عشيرة عمر محمود المنحدرة من فرع ماجيرتين بقبيلة دارود.
تلقى تعليمه الابتدائي والثانوي في مدينة جالكعيو بمحافظة مدج بوسط الصومال، و حصل على الشهادة الثانوية من مدرسة جمال عبد الناصر الثانوية في العاصمة الصومالية مقديشو عام 1965. حصل بعدها على منحة دراسية من ألمانيا الشرقية لدراسة القانون، وحصل على درجة الماجستير في الفلسفة والقانون الدولي.

## مسيرته المهنية
بعد عودته من ألمانية الشرقية عمل جاجاب أستاذاً مساعداً في كلية الحقوق بالجامعة الوطنية الصومالية.
سُجن محمد علي يوسف منذ عام 1985 وبقي في السجن سبع سنوات على يد نظام سياد بري والمجلس الثوري الأعلى، بتهمة تأسيس مجلة، بعد إطلاق سراحه غادر الصومال عام 1992 إلى الدنمارك، و عاد إلى الصومال في عام 1996 للانضمام إلى الجبهة الديمقراطية للإنقاذ (SSDF).

### نائب رئيس حكومة بونتلاند
في 10 أكتوبر 2004، أعلن عبد الله يوسف أحمد استقالته من رئاسة حكومة بونتلاند للترشح للانتخابات الرئاسية الصومالية 2004 لرئاسة الحكومة الفيدرالية الانتقالية، وبشغور منصب الرئيس اختير نائب الرئيس محمد عبدي حاشي رئيسًا مؤقتا واختير محمد علي يوسف نائبًا للرئيس لفترة انتقالية لحين إجراء الانتخابات الرئاسية التالية. وخلفه في المنصب حسن طاهر أفقرع في 8 يناير 2005.

### وزير المالية في بونتلاند
في يناير 2005، ترشح محمد جاجاب للانتخابات الرئاسية في بونتلاند 2005 لشغل منصب نائب الرئيس إلا أنه لم يفز بالمنصب، وبعد اختيار محمود موسى حرسي رئيسا لبونتلاند عَيّن جاجاب وزيرًا للمالية.
في إبريل 2007 قُتل صبي من عشيرة أقلية برصاصة أطلقها جنود خلال مواجهتهم مظاهرة شعبية، ورفض جاجاب دفع تعويضات لأهالي القتيل. رغم قيام الحكومة بدفع تعويضات لعشائر أخرى ذات أغلبية، الأمر الذي دعا الكثير إلى توجيه الانتقاد للحكومة واتهامها بالتمييز ضد الأقليات.
في يوليو 2008، زار محمد علي جاجاب مدينة بوصاصو بصفته وزيراً للمالية، وأوضح أنه سيعمل على تعزيز العلاقات الاقتصادية مع دولة الإمارات العربية المتحدة. وفي أغسطس 2008، تعرض جاجاب لانتقادات من أعضاء في المعارضة واتهموه بنشر جنود بالقرب من مقر مجلس النواب أثناء مناقشة ميزانية الحكومة مشيرين إلى أن الجنود تعرضو للنواب بالمضايقات.
في 29 يناير 2009، استقال جاجاب من منصبه في وزارة المالية، وخلفه فارح علي جامع في المنصب.

### مدير مركز بونتلاند للسلام
في يناير 2010، ترأس جاجاب مؤتمراً حول الأمن في مدينة جالكعيو بصفته مديراً لمركز جالكعيو التعليمي للسلام والتنمية (GECPD).
في نوفمبر 2011، وبعد خلاف بين حكومتي بونتلاند وغلمدغ بشأن الأمن، دعا جاجاب كلا الجانبين إلى التوصل إلى حل سلمي.
في يناير 2014، ترشح جاجاب للانتخابات الرئاسية في بونتلاند عن محافظة مدج، إلا أنه سرعان ما أعلن انسحابه لصالح علي حاجي ورسمي، الذي بدوره لم ينل المنصب. في أغسطس 2014، انتقد جاجاب قرار حكومة الصومال الفيدرالية بدمج ولايتي غلمدغ وحيمان وحيب لإنشاء ولاية المناطق الوسطى واصفا ذلك بأنه انتهاكٌ للنظام الفيدرالي.

### البرلمان الفيدرالي
في أغسطس 2021، انتُخب جاجاب عضوًا في مجلس الشيوخ الصومالي عن بونتلاند، واختير عضوا في لجنة القواعد الإجرائية.
شغل محمد علي يوسف رئيسا مؤقتا لمجلس الشيوخ الصومالي في الفترة ما بين 11 أغسطس 2021 و26 أبريل 2022.
في مارس 2024 عارض جاجاب التعديلات التي أجراها مجلس الشعب الصومالي على الدستور والتي تسببت في أزمة دستورية.

## وفاته
توفي محمد علي يوسف في إسطنبول بتركيا، في 3 ديسمبر 2024.
وأعرب العديد من قادة الحكومة الفيدرالية والولايات عن تعازيهم في وفاة جاجاب، ومن بينهم رئيس بونتلاند سعيد عبد الله دني، ونائبه إلياس لجتور، والرؤساء السابقين لحكومة بونتلاند عبد الرحمن فرولي وعبد الولي غاس، كما أشاد الرئيس الصومالي الأسبق شريف شيخ أحمد بإنجازات جاجاب، حيث نشر على موقع X: "كان الرئيس جاجاب رجل دولة كاريزمي ومحاربًا وطنيًا ساهم بشكل كبير في بناء الدولة الصومالية".
وبعث كبار الساسة في بونتلاند والحكومة الفيدرالية الصومالية رسائل تعزية في وفاة جاجاب.

### جنازته ودفنه
كبار المسؤولين الوطنيين، بمن فيهم رئيس مجلس الشيوخ الصومال. عبدي حاشي عبد الله، وزير التعليم السابق في بونتلاند علي حاج ورسمى، ووزير الخارجية الصومال أحمد معلم فقي وأعضاء البرلمان من مجلسين، صلوا علي الجنازة في مطار آدم عبد الله الدولي يوم الجمعة، 6 ديسمبر 2024. بعد جنازة في مقديشو، تم نقل الجثة إلى جالكعيو وتم تشييعها رسميًا من قبل نائب رئيس بونتلاند إلياس عثمان لجتور ودفنها إلى جانب مقبرة عبد الله يوسف.